# Kamienica Żyrowiecka
Kamienica Żyrowiecka (biał. Каменіца-Жыравецкая, Камяніца Жыравецкая, ros. Каменица-Жировецкая) – wieś na Białorusi w rejonie brzeskim obwodu brzeskiego, w sielsowiecie Muchawiec.
Miejscowość położona ok. 16 km na południowy wschód od centrum Brześcia, w pobliżu wsi przepływa rzeczka Kamionka.

## Historia
Pierwsza pisemna wzmianka o miejscowości pochodzi z 1510 r.
Wieś szlachecka położona była w końcu XVIII wieku w powiecie brzeskolitewskim województwa brzeskolitewskiego. 
W końcu XIX w. Kamienica Żyrowicka była siedzibą gminy w powiecie brzeskim guberni grodzieńskiej, liczącej 44 miejscowości. W Kamienicy Żyrowieckiej mieszkało wówczas 171 osób w 16 domach. Znajdowała się tu cerkiew prawosławna, szkoła oraz dobra Krasny Dwór należące do Tokarskich.
W okresie międzywojennym wieś była centrum gminy Kamienica Żyrowiecka w powiecie brzeskim województwa poleskiego. Według spisu powszechnego z 1921 r. była to wieś licząca 17 domów. Mieszkało tu 231 osób: 105 mężczyzn, 126 kobiet. Wszyscy mieszkańcy byli prawosławni i wszyscy deklarowali narodowość białoruską.

## Współczesność
Obecnie we wsi znajdują się sklep, dacze, ferma, stadnina, klub jeździecki, a przy cerkwi Opieki Matki Bożej (Pokrowska, Свято-Покровская церковь – przebudowana w 1990 r.) działa parafia prawosławna dekanatu brzeskiego rejonowego eparchii brzeskiej i kobryńskiej Egzarchatu Białoruskiego Patriarchatu Moskiewskiego.